# Угарта
Угарта (араб. سلاسل الوقارتة‎, фр. Chaînes d'Ougarta) — горный хребет на юго-западе Алжира. Угарта тянется с северо-запада на юго-восток и достигает 250 км (160 миль) в длину при максимальной ширине 50 км (31 миля).
Самая высокая точка Угарты — гора Джебель-де-Туарис (высота 890 м), расположенная на крайнем северо-западе цепи. Другие главные вершины Джебель-Ремума (867 м) и Джебел-Берга-Саида (855 м) также расположены на северо-западе. Остальные вершины имеют высоту между 772 м (северо-запад) и 602 м (юго-восток).
Хребет Угарта назван в честь деревни и оазиса Угарта, которые находятся среди этих гор. Другие поселения, лежащие рядом с хребтом: село Зерамра (Zerhamra) на северо-западе, Бени Ихлеф (Béni Ikhlef) и Керзаз (Kerzaz) на юго-востоке.
На северо-востоке горная система граничит с пустыней Большой Западный Эрг, а на северо-западе — с пустыней Эрг-Эр-Рави. На севере цепь упирается в плато Хаммада-ду-Гуир (Hammada du Guir). На юго-востоке горы разделяются на два параллельных горных хребта между долинами реки Уед-Саура и бессточного озера Себхет-эль-Мелах. Здесь хребет имеет ширину около 6 км, а вершины достигают высоты более 500 м.
Хребет Угарта возник в приуральскую эпоху складчатости, которая относится к пермскому периоду палеозойской эры (около 290 млн лет назад).